# クリスティアン・オボド
クリスティアン・ウドゥブエシ・オボド（Christian Udubuesi Obodo, 1984年5月11日 - ）は、ナイジェリア・ワリ出身の元同国代表サッカー選手。。ポジションはMF。

## 経歴
2001年、イタリア・セリエAに所属していたACペルージャでプロデビュー。2004-2005シーズン、ACFフィオレンティーナに移籍。2005-2006シーズンからはウディネーゼ・カルチョでプレーしていたが、度重なる負傷や若手の新戦力の加入で出場機会は減少。2010-11シーズン、トリノFCにレンタル移籍。2011-12シーズンはUSレッチェにレンタル移籍。
2013年2月14日、ベラルーシ・プレミアリーグのFCディナモ・ミンスクに移籍することが発表された。
2016年にはリーガ1でプレー。同年1月にCSコンコルディア・キアジナへ加入し、半年後にはCSパンドゥリイ・トゥルグ・ジウへ1年契約で移籍した。

## 代表歴
ナイジェリア代表として、2004年にガーナ代表戦でデビューした。

## 人物・エピソード
- 2012年6月8日夜、ナイジェリアのデルタ州ワリの教会の前で、6人の男に取り囲まれ、身代金目的で誘拐された。オボドの家族には15万ユーロ(約1490万円)が誘拐犯から要求されたが、10万ユーロ（約1000万円）以上は用意できないと家族は誘拐犯に伝えたという[3]。6月9日夜、オボドは監禁場所から逃げ、警察に保護された[4]。「3時間ほどの移動後、ジャングルで監禁されていたが、誘拐犯がオボドを殺さなければならないと話していたのが聞こえたので逃げた。森を抜けたら、小さな村に着き、その村人が警察に通報してくれた」と、イタリアのANSA通信にオボドは語っている[5]。

## 個人成績

### クラブでの成績
| クラブ成績 | クラブ成績         | クラブ成績 | リーグ | リーグ | カップ     | カップ     | 国際大会   | 国際大会   | 通算 | 通算 |
| シーズン   | クラブ             | リーグ     | 出場   | 得点   | 出場       | 得点       | 出場       | 得点       | 出場 | 得点 |
| イタリア   | イタリア           | イタリア   | リーグ | リーグ | イタリア杯 | イタリア杯 | ヨーロッパ | ヨーロッパ | 通算 | 通算 |
| ---------- | ------------------ | ---------- | ------ | ------ | ---------- | ---------- | ---------- | ---------- | ---- | ---- |
| 2001-02    | ペルージャ         | セリエA    | 1      | 0      | 0          | 0          | -          | -          | 1    | 0    |
| 2002-03    | ペルージャ         | セリエA    | 30     | 1      | 5          | 0          | 0          | 0          | 35   | 1    |
| 2003-04    | ペルージャ         | セリエA    | 31     | 0      | 5          | 1          | 10         | 0          | 46   | 1    |
| 2004-05    | フィオレンティーナ | セリエA    | 33     | 2      | 6          | 0          | -          | -          | 39   | 2    |
| 2005-06    | ウディネーゼ       | セリエA    | 28     | 1      | 1          | 1          | 12         | 0          | 41   | 2    |
| 2006-07    | ウディネーゼ       | セリエA    | 30     | 5      | 3          | 1          | -          | -          | 33   | 6    |
| 2007-08    | ウディネーゼ       | セリエA    | 1      | 0      | 3          | 0          | -          | -          | 4    | 0    |
| 2008-09    | ウディネーゼ       | セリエA    | 18     | 0      | 0          | 0          | 8          | 1          | 26   | 1    |
| 2009-10    | ウディネーゼ       | セリエA    | 1      | 0      | 0          | 0          | 0          | 0          | 1    | 0    |
| 2010-11    | トリノ             | セリエB    |        |        |            |            |            |            |      |      |
| 通算       | イタリア           | イタリア   | 173    | 9      | 23         | 2          | 30         | 1          | 226  | 12   |
| 総通算     | 総通算             | 総通算     | 173    | 9      | 23         | 2          | 30         | 1          | 226  | 12   |

### 代表での得点
| #  | 日時           | 場所         | 対戦相手     | スコア | 最終結果 | 大会                                  |
| -- | -------------- | ------------ | ------------ | ------ | -------- | ------------------------------------- |
| 1. | 2005年9月4日   | オラン       | アルジェリア | 5–2    | 勝利     | 2006 FIFAワールドカップ・アフリカ予選 |
| 2. | 2006年1月27日  | ポートサイド | ジンバブエ   | 2-0    | 勝利     | アフリカネイションズカップ2006        |
| 3. | 2006年9月2日   | アブジャ     | ニジェール   | 2-0    | 勝利     | アフリカネイションズカップ2008予選    |
| 4. | 2008年10月11日 | アブジャ     | シエラレオネ | 4–1    | 勝利     | 2010 FIFAワールドカップ・アフリカ予選 |

## タイトル
ペルージャ
- UEFAインタートトカップ : 2003